# The Barber (film 1912)
The Barber è un cortometraggio muto del 1912. Il nome del regista non appare nei credit.

## Produzione
Il film fu prodotto da William Foster per la sua Foster Photoplay Company, la prima compagnia di produzione all-black dell'industria cinematografica, fondata da Foster a Chicago nel 1910.

## Distribuzione
Il film uscì in sala nel 1912, distribuito dalla Foster Photoplay Company.